# Canal+ Réunion
 (janvier 2023).
Canal+ Réunion (anciennement Canalsat Réunion) est un bouquet satellite géré par le groupe Canal+ International, filiale du Groupe Canal+. Distribué à La Réunion, à Mayotte et aux Comores, son concurrent direct est Parabole Réunion.

## TNT Sat Réunion
TNT Sat Réunion est un bouquet de chaînes gratuites lancé par Canalsat Réunion. Hormis le nom, cette offre n'a pas grand-chose à voir avec l'offre TNT Sat Métropolitaine. (d'ailleurs, les initiales « TNT » de TNTSAT Réunion signifie « télévision numérique pour tous »). En effet, le nombre de chaînes est différent : 7 ou 9 chaînes contre plus de 30, sans compter les radios.
L'objectif est cependant le même : offrir une diffusion numérique par satellite, de chaînes de télévision et de radios déjà disponibles en diffusion terrestre (plus quelques chaînes supplémentaires). Comme à la Réunion, le nombre de chaînes déjà disponibles en diffusion terrestre est très faible.
À son lancement, l'offre TNT Sat Réunion se composait de neuf chaînes de télévision (Télé Réunion, Tempo (devenue France Ô), Antenne Réunion, Canal+ (plages en clair), TV5 Monde, TMC, La Chaîne parlementaire, I>Télé (devenue CNews), Kanal Austral)), et de quinze radios (RFI, France Info, France Vivace, Radio Jazz, RFM, Radio Réunion, Le Mouv', NRJ, Skyrock, Fun Radio, RTL, Chérie FM, RTL2, Europe 1, Virgin Radio)).
La dernière version ne se compose plus que de sept chaînes (TMC et Kanal Austral ont été retirées de l'offre) et de quinze radios. En décembre 2011, le bouquet Canal Satellite Réunion compte désormais treize nouvelles chaînes dont certaines de la TNT française.
Liste des dernières chaines diffusées.

## Justice
À la suite d'une décision de justice rendue par le TGI, Canalsat Réunion se voit être privé de quatre chaînes Ciné+ et de Planète Juniors. Canalsat doit donc retirer ces chaînes de son offre avant le 25 octobre 2007[réf. nécessaire].

## Soutien à la production locale
La filière audiovisuelle est en plein essor sur l’île, depuis 2020 Canal+ Réunion soutient les auteurs et réalisateurs réunionnais via une forte politique de coproduction, de préachat, d’achat et de diffusion de productions locales.
En septembre 2021, la chaîne ouvre une case spécifique à la diffusion de court-métrage, "La case des courts".
Depuis 2021 la chaîne propose un appel à projets annuel sur la thématique "S'engager pour l'avenir" .

### Création originale
En octobre 2022 la première création originale Canal+ Réunion voit le jour, la série Somin Gazé réalisée par Lauren Ransan et Abel Vaccaro, coproduite avec la société réunionnaise Wopé. Elle est diffusée en prime et dans toute la France sur MyCanal.
En juin 2024 la seconde création originale est diffusée. Cari Vip, une série documentaire de quatre épisodes de trente minutes réalisée par Lauren Ransan et Abel Vaccaro, dans lesquels des personnalités réunionnaises se réunissent autour de la table du caritologue André Béton à La Plaine des Cafres pour partager un cari et parler de l'art de vivre créole. 
Les invités sont issus de divers milieux, comme celui de l'humour avec Marie-Alice Sinaman et Thierry Jardinot, de la musique avec Maya Kamaty, Olivier Araste et Christine Salem, de l'Histoire avec Prosper Eve, de la télévision locale avec Gora Patel, Maroni Bazin, Rocaya et Gilles Malet et du monde des réseaux sociaux avec les influenceurs Julie Legros et Willy Cochard. 